# Radek Černý
Radek Černý (* 18. Februar 1974 in Prag) ist ein ehemaliger tschechischer Fußballspieler auf der Torhüterposition.

## Werdegang
Černý begann seine Karriere bei Slavia Prag, zwischen 1993 und 1995 war er an SK České Budějovice und Tatran Poštorná ausgeliehen. Seinen Wehrdienst absolvierte er 1995/96 bei Union Cheb. Danach kehrte er zu Slavia zurück, war aber zwei Jahre lang nur die Nummer zwei hinter Jan Stejskal. Erst 1998/99 kam er an Stejskal vorbei. Danach war er lange Zeit Stammkeeper bei Slavia und kam auch zu drei Einsätzen in der Tschechischen Nationalmannschaft.
Anfang 2005 wurde er von Slavia an Tottenham Hotspur ausgeliehen, wo er nur Ersatz für den englischen Nationaltorwart Paul Robinson ist. In zwei Spielzeiten kam er nur auf drei Einsätze im Trikot der Spurs. Im Sommer 2006 wurde er vom Londoner Klub für zwei weitere Jahre fest verpflichtet. In der Saison 2006/07 blieb er ohne Einsatz in der Premier League, anders als 2007/08.
Im Mai 2008 unterschrieb Černý einen Zweijahresvertrag ab 1. Juli 2008 bei den Queens Park Rangers und wurde dort auf Anhieb Stammtorhüter.
Nach einer letzten Saison bei Slavia Prag beendete Černý 2014 seine aktive Karriere.